# Centrum voor Kunsthistorische Documentatie
Het Centrum voor Kunsthistorische Documentatie (CKD) in Nijmegen is een kunsthistorisch archief. Het CKD beheert het beeldmateriaal van de opleiding Kunstgeschiedenis van de Faculteit der Letteren aan de Radboud Universiteit Nijmegen. Het CKD beheert verschillende collecties en een aantal daarvan zijn gedigitaliseerd. Het bezit het enige openbare iconografisch geordende archief van Nederland. 
Het CKD (voorheen diatheek en fotoarchief van de vakgroep Kunstgeschiedenis) verzamelt beeldmateriaal sinds de stichting van de universiteit in 1923. Tijdens de Tweede Wereldoorlog is een deel van de fotocollectie vernietigd. In de beginjaren lag de nadruk van de collectie op vroegchristelijke en middeleeuwse kunstvormen. In de loop der tijd is de verzameling uitgebreid zodat tegenwoordig alle vormen van Westerse kunst door de eeuwen heen vertegenwoordigd zijn. 